# Stolberg-Wernigerode
La  contea di Stolberg-Wernigerode ((DE)  Grafschaft Stolberg-Wernigerode) era una contea del Sacro Romano Impero localizzata nella regione di Harz attorno a Wernigerode, nell'attuale Sassonia-Anhalt, in Germania. Fu governata da un ramo del casato di Stolberg.

## Storia
I conti di Wernigerode si estinsero nel 1429 le loro terre vennero ereditate, per legge salica, dai conti di Stolberg, conti sovrani del Sacro Romano Impero dal principio dell'XI secolo. Il 31 maggio 1645, il ramo di Harz di Stolberg-Stolberg fu diviso tra un ramo maggiore di Stolberg-Wernigerode e un ramo minore di Stolberg-Stolberg. Poiché Wernigerode fu fortemente danneggiato dalla guerra dei trent'anni, i conti di Stolberg-Wernigerode risiedettero anche nel castello di Ilsenburg.

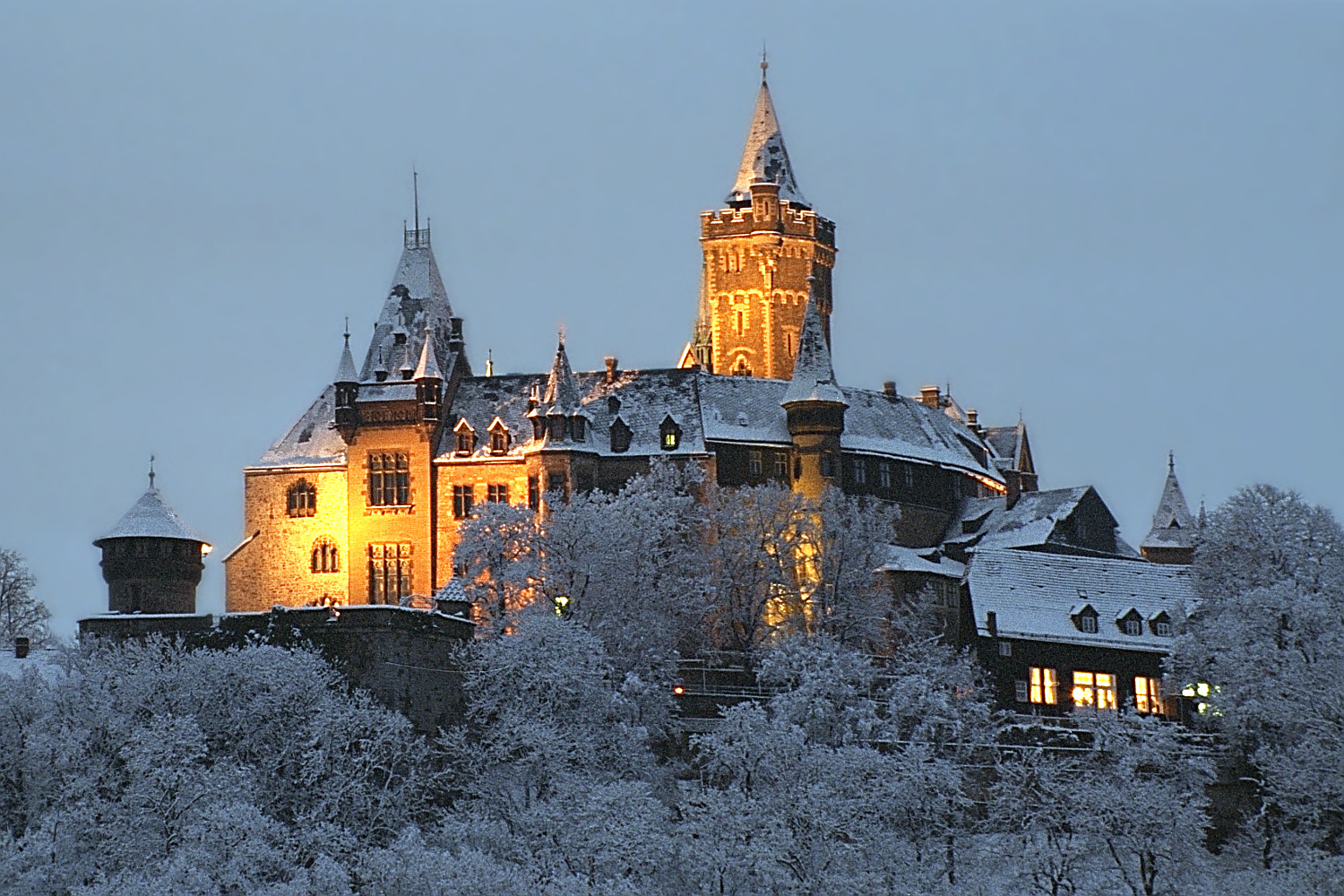
Castello di Wernigerode

La città di Gedern nell'Assia, acquistata nel 1535, diventò la sede del ramo cadetto dei Stolberg-Gedern nel 1677. Questo ramo minore, elevato a principato imperiale dall'imperatore Carlo VII nel 1742, fu riacquistato dai Stolberg-Wernigerode nel 1804, mentre il 14 settembre 1748 aveva riacquistato anche il ramo di Stolberg-Schwarza.
Nel 1714, il conte Cristiano Ernesto consegnò l'indipendenza militari e fiscale dello Stolberg-Wernigerode al re Federico Guglielmo I di Prussia, sebbene continuasse a mantenere il dominio subordinato sui suoi territori come conte. La contea fu mediatizzata nel 1807 e resa parte del regno di Vestfalia. Nel 1815 il congresso di Vienna, lo Stolberg-Wernigerode fu annesso alla Prussia incorporato nella provincia di Sassonia prussiana, anche se i conti ne mantennero i diritti di sovranità sino al 1876.
I conti di Stolberg-Wernigerode erano considerati Reichsfrei. I figli del Fürsten, Fürstinnen ed Erbprinzen (principi e principesse) zu Stolberg-Wernigerode portavano il titolo di principe(ssa) zu Stolberg-Wernigerode ed erano designati altezza serenissima. Altri membri di questa linea portavano il titolo eguale di Graf/Gräfin zu Stolberg-Wernigerode (da non confondersi con i conti ordinari) ed erano designati altezza illustrissima.

## Sovrani di Stolberg-Wernigerode

### Conti di Stolberg-Wernigerode
- Enrico II (1231–1282) con
  - Enrico III (1270–1303)
- Enrico V (1303–1347) con
- Enrico VI (1344–1368) con
  - Enrico VII (1347–1390)
- Enrico VIII (1390–1403)
- Botho I il Vecchio (1403–1455)
- Enrico IX (1455–1511)
- Botho II il Fortunato (1511–1538)
- Enrico X (1538–1572)
- Botho X (1572–1583)
- Cristiano II di Stolberg-Schwarza (1583–1638)
- Enrico Ernesto I (1638–1672)
- Luigi Cristiano (1672–1710)
- Cristiano Ernesto (1710–1771)
- Enrico Ernesto (1771–1778)
- Cristiano Federico (1778–1815)
- Enrico
- Ottone

### Principi di Stolberg-Wernigerode[1]
- Ottone 1º principe 1890-1896 (1837-1896) - Vice cancelliere della Germania, Fürst dal 1890
  - Cristiano Ernesto 2º principe 1896-1940 (1864-1940)
    - Botho 3º principe 1940-1989 (1893-1989)
      - Cristiano Enrico 4º principe 1989-2001 (1922-2001)
        - principe Luigi Cristiano (nato nel 1958)
        - principe Bolko (nato nel 1959)
        - Filippo 5º principe 2001-in carica (nato nel 1967)
          - Carlo, principe ereditario di Stolberg-Wernigerode (b.2009/10)

        - principe Giorgio (nato nel 1970)
          - principe Tassilo (nato nel 2005)
          - principe Nikolas (nato nel 2007)

      - principe Elger (nato nel 1935)
        - principe Alessandro (nato nel 1967) - adottato dal ramo di Stolberg-Roßla